# Gmina Strzegom
Die Gmina Strzegom [ˈsʧɛgɔm] ist eine Stadt- und Landgemeinde im Powiat Świdnicki der Woiwodschaft Niederschlesien in Polen. Ihr Sitz ist die gleichnamige Stadt (deutsch Striegau) mit etwa 16.100 Einwohnern.

## Geographie

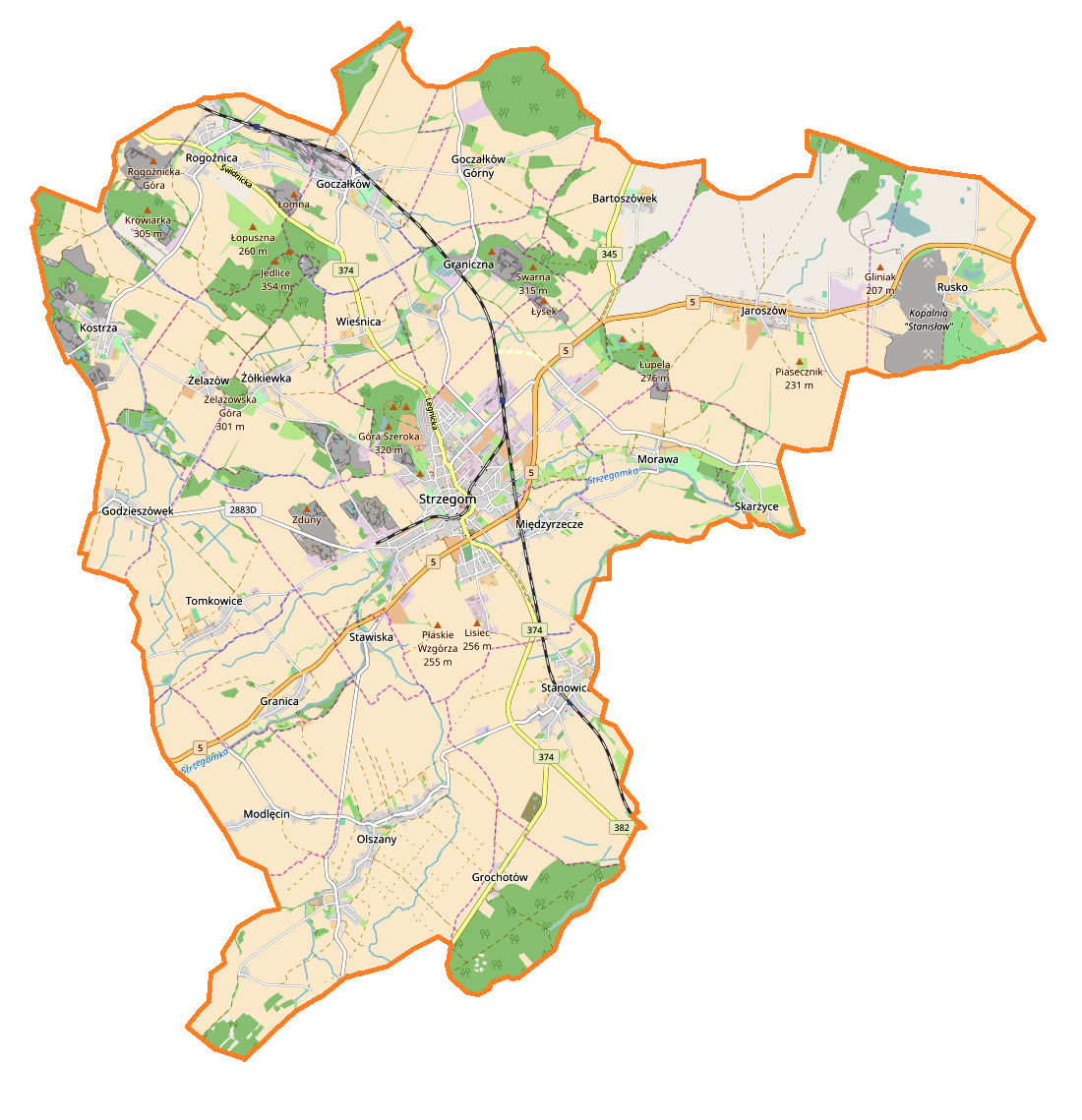
Karte der Gemeinde

Die Gemeinde liegt im Zentrum der Woiwodschaft. Nachbargemeinden sind Mściwojów im Nordwesten Udanin im Nordosten, Żarów im Osten, Jaworzyna Śląska im Südosten, Świebodzice im Süden und Dobromierz im Südwesten. Die Kreisstadt Świdnica (Schweidnitz) liegt zehn Kilometer südöstlich, Breslau 40 Kilometer nordöstlich.
Zu den Fließgewässern gehört die Strzegomka (Striegauer Wasser). Die Góra Krzyżowa erhebt sich auf 354 m n.p.m. Höhe. Auf dem Gemeindegebiet findet sich eine größere Zahl aufgelassener Kohlegruben.

## Geschichte
Die Landgemeinde wurde 1973 aus Gromadas neu gebildet. Ihre Vorgänger waren bis 1954 die beiden Landgemeinden Gmina Goczałków und Stanowice. Das Gebiet kam 1975 von der Woiwodschaft Breslau zur Woiwodschaft Wałbrzych, der Powiat wurde aufgelöst. Stadt- und Landgemeinde wurden 1990/1991 zur Stadt- und Landgemeinde zusammengelegt. Zum 1. Januar 1999 kam die Gemeinde zur Woiwodschaft Niederschlesien und wieder zum Powiat Świdnicki.

## Partnerschaften
Beendet wurde die Partnerschaft mit Torgau (1997–2019); Gemeindepartnerschaften bestehen mit:
- Auerbach/Vogtl. in Sachsen – seit 1995
- Hořice v Podkrkonoší (Horschitz), Tschechien – seit 2015
- Pavullo nel Frignano, Italien – seit 1995
- Pidhajzi, Ukraine – seit 2017
- Znojmo, Tschechien – seit 1998

## Gliederung
Zur Stadt- und Landgemeinde Strzegom gehören folgende Orte:
Die Stadt-und-Land-Gemeinde (gmina wiejska) Strzegom besteht aus der Stadt selbst und 22 Dörfern mit Schulzenamt (sołectwo; deutsche Namen, amtlich bis 1945). Die Stadt Strzegom ist ein Schulzenamt mit einem siebenköpfigen Rat:
- Strzegom (Striegau)
- Bartoszówek (Barzdorf)
- Goczałków (Gutschdorf)
- Goczałków Górny (Kohlhöhe)
- Godzieszówek (Günthersdorf)
- Granica (Halbendorf)
- Graniczna (Streit)
- Grochotów (Hoymsberg)
- Jaroszów (Järischau)
- Kostrza (Häslicht)
- Międzyrzecze (Haidau)
- Modlęcin (Ullersdorf)
- Morawa (Muhrau)
- Olszany (Ölse)
- Rogoźnica (Groß Rosen)
- Rusko (Rauske)
- Skarżyce (Grunau)
- Stanowice (Stanowitz, 1937–45: Standorf)
- Stawiska (Teichau)
- Tomkowice (Thomaswaldau)
- Wieśnica (Fehebeutel)
- Żelazów (Eisdorf)
- Źółkiewka (Pilgramshain)

## Baudenkmale und Gedenkorte (Auswahl)
- KZ Groß-Rosen, Gedenkstätte
- Basilika St. Peter und Paul (1280–1410), eine der größten Stadtkirchen Schlesiens, jedoch unvollendet
- Schloss Muhrau, Herrenhaus in Morawa

## Verkehr
Wichtigster Verkehrsweg ist die Landesstraße DK5 von Breslau nach Kamienna Góra (Landeshut). Die kreuzende Woiwodschaftsstraße DW374 führt von Jawor (Jauer) nach Świebodzice (Freiburg in Schlesien), die von dieser abzweigende DW382 nach Świdnica (Schweidnitz).
Die Bahnhöfe Strzegom sowie Rogoźnica und die Stationen Goczałków sowie Stanowice liegen an der Bahnstrecke Katowice–Legnica. Von der kreuzenden Bahnstrecke Malczyce–Marciszów wird nur noch der Anschluss zum Bergwerk Grabina betrieben. Dort bestand der Stadtbahnhof von Strzegom.
Der nächste internationale Flughafen ist Breslau.

## Persönlichkeiten
- Melitta Sallai (* 1927), Ehrenbürgerin Polens, aufgewachsen im Schloss Muhrau